# Kreševo (BiH)
Kreševo je općina u središnjem dijelu Bosne i Hercegovine poznata kao bosanski kraljevski grad te glasovitom franjevačkom samostanu iz 14. stoljeća. Kreševo administrativno pripada Županiji Središnjoj Bosni.

## Stanovništvo

### Popis Hrvata katolika u Kreševu 1743.
- broj sela: 26
- broj kuća: 314
- odrasli: 1315
- djeca: 392
- ukupno stanovnika: 1707[1]

### Popisi 1971. – 1991.
| Stanovništvo općine Kreševo |                |                |                |
| godina popisa               | 1991.          | 1981.          | 1971.          |
| Hrvati                      | 4714 (70,03 %) | 5012 (74,07 %) | 5284 (76,12 %) |
| Muslimani                   | 1531 (22,74 %) | 1498 (22,14 %) | 1484 (21,38 %) |
| Srbi                        | 34 (0,50 %)    | 54 (0,79 %)    | 118 (1,70 %)   |
| Jugoslaveni                 | 251 (3,72 %)   | 117 (1,72 %)   | 23 (0,33 %)    |
| ostali i nepoznato          | 201 (2,98 %)   | 85 (1,25 %)    | 32 (0,46 %)    |
| ukupno                      | 6731           | 6766           | 6941           |

#### Kreševo (naseljeno mjesto), nacionalni sastav
| Kreševo            |               |               |               |
| godina popisa      | 1991.         | 1981.         | 1971.         |
| Hrvati             | 937 (65,38 %) | 919 (69,93 %) | 877 (72,65 %) |
| Muslimani          | 305 (21,28 %) | 278 (21,15 %) | 240 (19,88 %) |
| Srbi               | 15 (1,04 %)   | 38 (2,89 %)   | 51 (4,22 %)   |
| Jugoslaveni        | 126 (8,79 %)  | 73 (5,55 %)   | 22 (1,82 %)   |
| ostali i nepoznato | 50 (3,48 %)   | 6 (0,45 %)    | 17 (1,40 %)   |
| ukupno             | 1433          | 1314          | 1207          |

### Popis 2013.
| Stanovništvo općine Kreševo |                |
| godina popisa               | 2013.          |
| Hrvati                      | 4149 (78,69 %) |
| Bošnjaci                    | 1014 (19,23 %) |
| Srbi                        | 26 (0,49 %)    |
| ostali i nepoznato          | 84 (1,59 %)    |
| ukupno                      | 5273           |

| Kreševo – naseljeno mjesto |               |
| godina popisa              | 2013.         |
| Bošnjaci                   | 164 (16,00 %) |
| Hrvati                     | 821 (80,10 %) |
| Srbi                       | 11 (1,07 %)   |
| ostali i nepoznato         | 29 (2,83 %)   |
| ukupno                     | 1025          |

## Naseljena mjesta
Općinu Kreševo sačinjavaju sljedeća naseljena mjesta :
Alagići, 
Bjelovići, 
Botunja, 
Bukva, 
Crkvenjak, 
Crnički Kamenik, 
Crnići, 
Deževice, 
Drežnice, 
Gunjani, 
Kojsina, 
Komari, 
Kreševo, 
Kreševski Kamenik, 
Lipa, 
Mratinići, 
Pirin, 
Poljani, 
Polje, 
Rakova Noga, 
Ratkovići, 
Stojčići, 
Vidosovići, 
Vodovoji, 
Volujak, 
Vranci i 
Zvizd.

## Povijest
Kreševo se prvi put spominje 1435., i imalo je kraljevski dvor i utvrdu, ispod koje se nalazilo podgrađe s trgom.
"U kraljevskom gradu Kreševu..." – započinjala je ovako znamenita "Kreševska povelja", pisana davnog 12. kolovoza 1434. godine. Ova povelja, čiji se izvornik čuva u Državnom arhivu u Dubrovniku danas je najstariji pisani dokument u kome se spominje ime grada nastalog stoljećima prije. Do danas nisu otkriveni pouzdani povijesni izvori, koji bi mogli točno odrediti vrijeme nastanka Kreševa.
Postoje brojni tragovi, koji su mogli biti izazov povjesničarima: nekropole u selima Deževice i Pirin, Rimski most u Vrancima, ostatci zidina u Crkvenjaku, Crnićkom kameniku, Berberuši, Kotarcu i Gradu na Bedemu iznad Kreševa. U srednjem stoljeću je sačuvano dosta povijesnih dokumenata, jer početkom 14. stoljeća dolazi do značajnijeg razvoja rudarstva u srednjoj Bosni; bogatoj u prvom redu srebrom, bakrom, živom i olovom.
Rudokopi u Kreševu se prvi put spominju 1381. godine. Uz rudarstvo napreduje i trgovina, čiji nositelji postaju spretni Dubrovčani. Carinski sustav bosanskog kralja uglavnom je bio u njihovim rukama. Naselje Deževice, smješteno zapadno od Kreševa, bilo je u to doba vrlo važno carinsko i trgovinsko središte srednje Bosne. Krajevi s rudarskom proizvodnjom srebra, olova, bakra i željeza od posebnog su značaja za bosanske banove i kraljeve. 
To je razlog da u grad Kreševo dolaze lokalni hrvatski velikaši i dubrovačka gospoda, a tu često stoluje i Bosanski kralj sa svojom svitom. Tako je 3. rujna 1444. godine Stjepan Tomaš Kotromanić svojim kraljevskim pečatom potvrdio Dubrovčanima odgovarajuće povlastice izdavši povelju u kojoj Kreševo naziva slavnim gradom.
U blizini ostataka srednjovjekovnog grada Kreševo smještenom na brdu Grad izgrađena je zalaganjem fra Stjepana Buljana 1996. godine kapela u spomen na posljednju bosansku kraljicu Katarinu Kosaču, koja je svoj život završila u progonstvu. Pokopana je u Rimu u franjevačkoj crkvi Ara Coeli 1478.godine.
Razdoblje pod turskom vlašću od 1463. do 1878. godine zabilježeno je po stradanjima, ali su ipak rudari i kovači zbog vađenja i prerade željezne rudače imali povlašten položaj. Tada se u Kreševu u odnosu na druge krajeve u Bosni živjelo bolje.
Austro-ugarska vladavina je 1878. godine donijela više prava, reda i izgradnje općenito u Bosni, ali je zbog industrijalizacije u Kreševu došlo do zatvaranja rudnika, topionica i kovačnica. Veliki broj Kreševljaka se u potrazi za poslom iselio u novootvorene industrijske centre. Godine 1908. se otvara u Kreševu Kovačka zadruga, jedno od prvih dioničkih društava u Bosni i Hercegovini na čijim je temeljima poslije drugoga svjetskog rata formirana Tvornica kovanog alata Čelik, koja je upošljavala najveći broj ljudi i bila nositelj razvoja cijelog kraja.
Kreševo je u svojoj teškoj prošlosti dalo veliki broj znamenitih ljudi, poglavito franjevaca. Do konca 19. stoljeća svojim djelovanjem u Kreševu i Bosni ostavili su snažan pečat uglednici: narodni liječnik fra Franjo Gracić, liječnik i kirurg fra Mato Nikolić komu je papa Pio VII. dao dozvolu liječiti u Bosni, po kojemu je nazvana i novoizgrađena bolnica u Novoj Biloj; doktor medicine fra Petar Marešević koji je titulu stekao na Bečkom sveučilištu; te uvaženi biskupi fra Mato Delivić, fra Marijan Bogdanović, fra Augustin Botoš-Okić, te povjesničar fra Ignacije Strukić.
Početak 20. stoljeća obilježio je dr. Danijel Ban, utemeljitelj prve Hrvatske čitaonice i društvenog doma u Kreševu, zatim povjesničar i etnolog fra Augustin Kristić, spisatelj i pjesnik dr. fra Augustin Čičić i drugi ... Veći dio svog života proveo je u Kreševu hercegovački franjevac i pisac fra Grga Martić, istaknuti kulturni i politicki djelatnik. U Kreševu je umro i pokopan 1905. godine. Pred samostanom je postavljena njegova bista, djelo kipara Ivana Meštrovića. 
Kameni most u selu Vrancima je najstariji sačuvani građevni objekt na prostoru općine, s autentičnim izgledom i neodređenog vremena njegove gradnje. Moguće je da datira iz rimskog perioda, s obzirom na to da se iznad njega, na udaljenosti od oko 400 metara nalaze ostatci prometnice, "rimske ceste" u dužini od 2000 metara, ili iz vremena samostalne Bosne, odnosno prvih godina turske vladavine u Bosni. Narod i sada taj most zove "rimski most". 
L i t e r a t u r a :
1) Stari mostovi u Bosni i Hercegovini, autori: Dž. Čelić i M. Mujezinović, 1969. godine, izvorno ZZSK BiH.
2) Povijesni spomenici Kreševa, Augustin Kristić, 1995. godine.
Putna prometnica Kreševo – Homolj ćuprija (Lepenica): U turskom periodu a i poslije, do 1900. godine kada je izgrađena suvremena prometnica Kreševo – Kiseljak, prometnica Kreševo – Sarajevo koja je vodila preko Han Ivice, Homolj ćuprije, Azapovića, Rakovice i dalje u Sarajevo imala je veliki značaj za transport kovačkih izrađevina (robe) iz Kreševa u Sarajevo i dalje u istočni dio Osmanlijskog Carstva. Tako su skadarski trgovci znali i po 100 tovara robe transportirati u Albaniju. Poznati kreševski trgovac Merdan dao je načiniti kaldrmu, vjerojatno je obnovio dio prometnice Kreševo – Homolj ćuprija (Lepenica), koju narod u novije vrijeme (prim. A.B., pred kraj 19. stoljeća) zovu Merdanova testa (cesta). U drugoj polovici 19. stoljeća, obitelj Merdan (Salih, Mula, Ahmed, i dr.) bila je vlasnik 6 gvozdenih majdana s topionicama u majdanskoj općini Kreševo. 
L i t e r a t u r a :
1) Lepenica, privreda, stanovništvo, priroda, zdravlje; Grupa autora, Sarajevo 1963. godine. 
2) Lokalizacija gvozdenih majdana i rudnici oko Kreševa, autor Augustin Kristić, 1956. godine.
Kreševo je bilo mjesto gdje su 21. rujna 2007. predsjednici najvećih hrvatskih stranaka iz BiH potpisali deklaraciju o preustroju BiH.
Kreševo je bilo poplavljeno početkom listopada 2024.

## Poznate osobe
- Marijan Bogdanović, apostolski vikar, latinist i ljetopisac
- Augustin Čičić, pjesnik, književni kritičar
- Danijel Ban, franjevac, ljetopisac
- Boris Ćorić, književni povjesničar, esejist
- Duško Kuliš, pjevač, skladatelj i tekstopisac
- fra Luka iz Kreševa, srebrenički mučenik, kršćanski mučenik
- fra Mihael Momčinović, ljubuški mučenik, kršćanski mučenik
- fra Luka Mikulić (kreševski mučenik), kršćanski mučenik

## Spomenici i znamenitosti
- Zgrada carinarnice, kandidat za status nacionalnog spomenika BiH 2012. godine[6]

## Šport
- NK Stanić Kreševo

## Vanjske poveznice
- Službene stranice općine Kreševo
- Kreševo.info – Nezavisni kreševski portal
- Slike Kreševa[neaktivna poveznica]